# Rue de la Folie-Méricourt
Pour les articles homonymes, voir Méricourt.
La rue de la Folie-Méricourt est une voie du 11e arrondissement de Paris, en France.

## Origine du nom
La rue porte le nom d'un propriétaire appelé « Marcaut », devenu « Moricaud », puis « Méricourt », qui y possédait une folie — c'est-à-dire une maison de campagne.

## Historique
Cette voie indiquée sur le plan de Gomboust, de 1652, est l'ancienne rue principale du hameau de Popincourt.
La rue, qui était le prolongement de la rue Carême-Prenant, s'arrêtait jadis à la rue de Ménilmontant (partie devenue rue Oberkampf) au-delà de laquelle elle se continuait jusqu'à la rue du Faubourg-Saint-Antoine sous le nom de rue Popincourt, rue Bas-Froid et rue Saint-Bernard.
Par arrêté du 2 avril 1868, elle prend  la dénomination de rue de la Folie-Méricourt par réunion de :
- un tronçon de la rue Popincourt, entre la rue Saint-Ambroise et la rue Oberkampf, qui s'est appelée rue du Bas-Pincourt puis rue Pincourt.
- de la rue de la Folie-Marcaut de la rue Oberkampf à la rue du Faubourg-du-Temple, qui s'est appelée rue de la Folie-Mauricaut, rue de la Folie-Mauricaute, rue de la Folie-Mauricourt, rue de la Folie-Moricourt et rue de la Folie-Méricourt.

Son urbanisation se développe à partir des années 1780 avec l'aménagement du lotissement de la Nouvelle Ville d'Angoulême.

## Bâtiments remarquables et lieux de mémoire
- No 10 et rue Pasteur : emplacement de la caserne Popincourt construite en 1770, pour le logement des gardes françaises, sur une partie du couvent des Annonciades[2].
- No 22 : plusieurs cours successives sont séparées par une arcade qui traverse les immeubles. À cet endroit, le chirurgien, apothicaire et chimiste Nicolas de Blégny ouvre, en 1689, une clinique possédant un jardin médicinal où il soigne les tumeurs, la goutte et l'asthme. Il écrit de nombreux ouvrages sur les vertus thérapeutiques du thé, du café et du chocolat[1]. Le pavage dallé permettait d'amortir le cahot des charrettes transportant les malades.
- No 32 : à partir de 1979, siège des Éditions du Triangle rose qui gèrent le magazine Le Gai Pied.
- No 69 : mur peint par Arnaud Liard[3], restauré en septembre 2024.
- No 96 : plaque en mémoire du résistant Charles Wolmark, fusillé par les nazis le 30 juillet 1944.

## Dans la littérature
Pierre Gripari a publié en 1983 un recueil de contes intitulé : Les Contes de la Folie Méricourt. En voici le préambule :

« La sorcière de la rue Mouffetard, bien connue des lecteurs des Contes de la rue Broca, décida un beau jour de changer de quartier. Elle s'installa donc sur la rive droite de la Seine, rue de la Folie-Méricourt (elle l'avait choisie à cause de son nom) et se crut désormais bien tranquille. Mais les petits enfants de son nouveau quartier ne tardèrent pas à la détecter, à la dépister, à la chahuter, à exiger enfin qu'elle leur écrive un second recueil de contes. La sorcière s'est assise à sa table, elle a poussé un gros soupir, elle a rassemblé ses souvenirs, puis elle s'est mise à la tâche et… voilà le résultat ! »

## Galerie de photographies

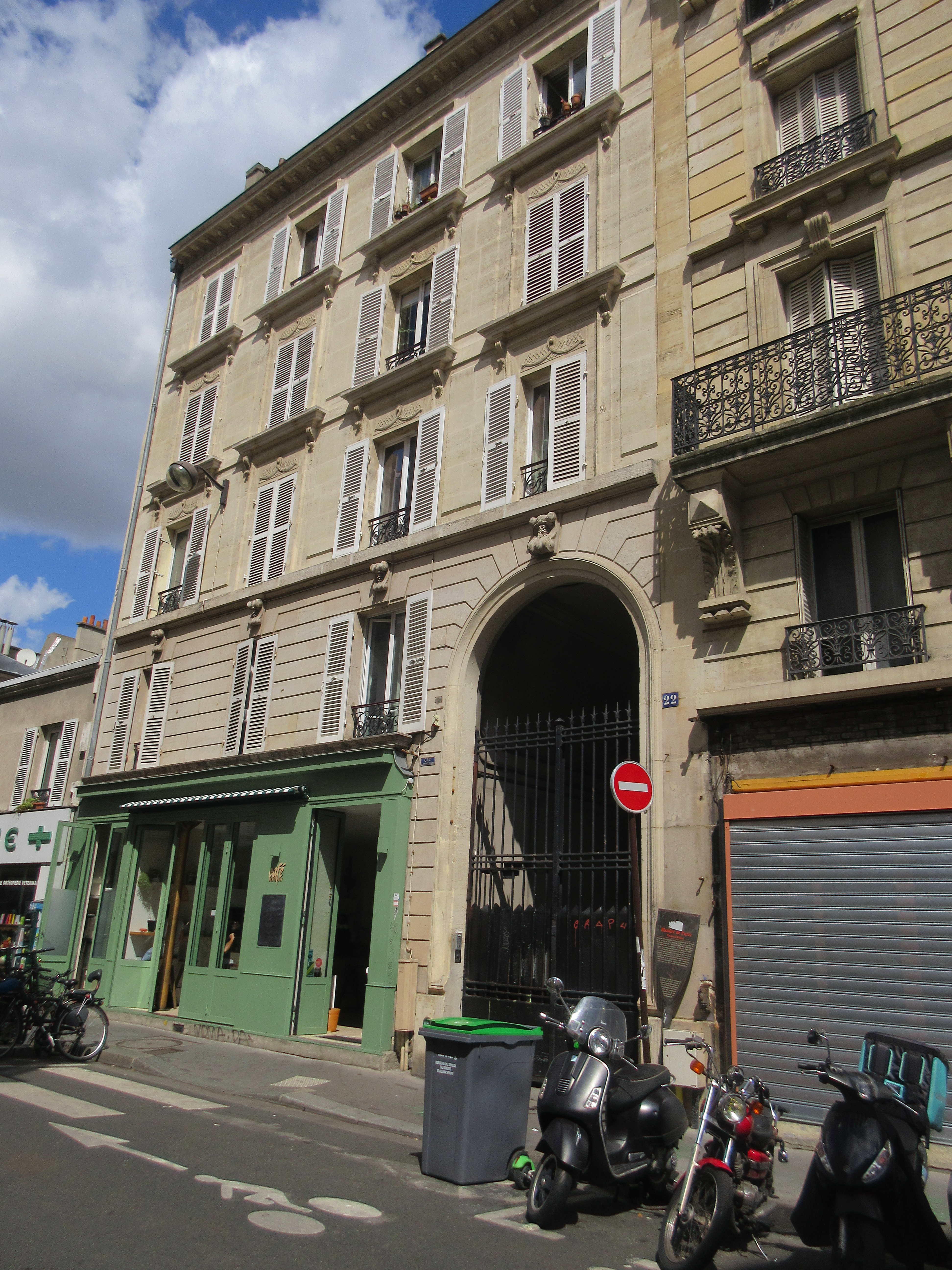
N° 22.